# مأمور اسمیت
مأمور اسمیت (به انگلیسی: Agent Smith) یک شخصیت داستانی و شخصیت منفی  سه گانه ماتریکس است که رئیس مخالفان ماتریکس میباشد. او توسط هوگو ویوینگ (و مختصراً یان بلیس) در فیلم به تصویر کشیده شده‌است. این شخصیت در بازی ویدئویی ماتریکس: راه نیو توسط کریستوفر کوری اسمیت صداگذاری شده‌است.
در سال ۲۰۰۸، مامور اسمیت توسط مجله امپایر به عنوان ۸۴امین شخصیت بزرگ فیلم همه دوران انتخاب شد. در سال ۲۰۱۳ هوگو ویوینگ برای آگهی تبلیغاتی از شرکت جنرال الکتریک، نقش خود را دوباره تکرار کرد.

## معرفی
او دشمن اصلی نقشه مورفیس و یک برنامه با ادراک در ماتریکس است. اسمیت تقریباً قادر به انجام هر کاری که نئو قادر به انجام آن باشد،هست. مامورها به شدت قدرتمند هستند وهیچ کس تا به حال در مبارزه با آن‌ها زنده نمانده است. او بعداً از برنامهٔ ماشینها خارج می‌شود و شورش می‌کند و به عنوان برنامهٔ مستقلی سعی در تسلط بر ماتریکس با کپی کردن خودش می‌کند .